# Glissement de terrain de Këllez
 (avril 2020).
Le Glissement de terrain de Këllez (albanais : Rrëshqitja e Këllezit), est un glissement de terrain situé dans la municipalité de Gjirokastër dans le sud de l'Albanie. Il est reconnu comme zone protégée en 2002 et couvre une superficie de 540 hectares.